# Nakagawa (Nagano)
Pour les articles homonymes, voir Nakagawa (homonymie).
Nakagawa (中川村, Nakagawa-mura) est un village du district de Kamiina, dans la préfecture de Nagano au Japon.

## Géographie

### Démographie
Au 1er juin 2016, la population de Nakagawa s'élevait à 4 817 habitants répartis sur une superficie de 77,05 km2.

## Transports
Nakagawa est desservi par la ligne Iida de la JR Central.